# Izabella Łukomska-Pyżalska
Izabella Łukomska-Pyżalska (ur. 22 listopada 1977 w Poznaniu) – polska modelka, bizneswoman, działaczka piłkarska i osobowość medialna. Rozgłos uzyskała jako modelka „Playboya”. 

## Życiorys
W 2001 została uhonorowana tytułem Dziewczyny Roku polskiej wersji magazynu „Playboy”, jej zdjęcia publikowane były również w amerykańskim wydaniu pisma. Od 1999 jest właścicielką agencji modelek i hostess Perfect Model.
Od 2011 do 30 sierpnia 2018 pełniła funkcje prezesa klubu piłkarskiego Warta Poznań. Podczas obchodów stulecia klubu Warta Poznań w 2012 otrzymała srebrny medal Polskiego Komitetu Olimpijskiego „Za zasługi dla Polskiego Ruchu Olimpijskiego” oraz złotą odznakę klubu KS Warta. Określana również jako „najbardziej znana pani prezes w polskim futbolu”. W 2012 bez powodzenia kandydowała do zarządu PZPN.
Do 2019 prowadziła firmę deweloperską Family House (od marca 2019 pod nazwą Yellow Point Investment), w której zajmowała stanowisko wiceprezesa. Obecnie jest udziałowcem w kilku firmach związanych z budownictwem. W 2013 znalazła się na 98. miejscu w rankingu 100 najbogatszych kobiet w Polsce opublikowanym przez gazetę „Wprost”; jej majątek oszacowano na 16 mln zł.
W czerwcu 2023 poinformowała o rozwodzie z mężem, Jakubem Pyżalskim. Ma sześcioro dzieci.